# 토르텔 (칠레)
토르텔(스페인어: Tortel)는 칠레 아이센델헤네랄카를로스이바녜스델캄포 주 카피탄프라트 현의 코무나이다.